# Metacoon
metacoon ist eine freie Plattform zum kooperativen Lernen, Arbeiten und zur Erstellung von Verwaltung von Lern- und Wissensinhalten. Das System beinhaltet die Funktionalität eines Learning Management Systems. Es stehen verschiedene Autorenwerkzeuge zur Erstellung von Lernmaterialien (z. B. Übungen und Tests QTI, SCORM Kursmaterialien) zur Verfügung.
Die metacoon Software steht unter der GNU Public License. Einige der offline Autorenwerkzeuge sind Freeware.
Die Entwicklung begann im Herbst 2001 an der Bauhaus-Universität Weimar. Zwischenzeitlich kooperierten mehrere Hochschulen und Unternehmen bei der Weiterentwicklung, allerdings wurde die aktive Entwicklung daran 2016 eingestellt.

## Aufbau

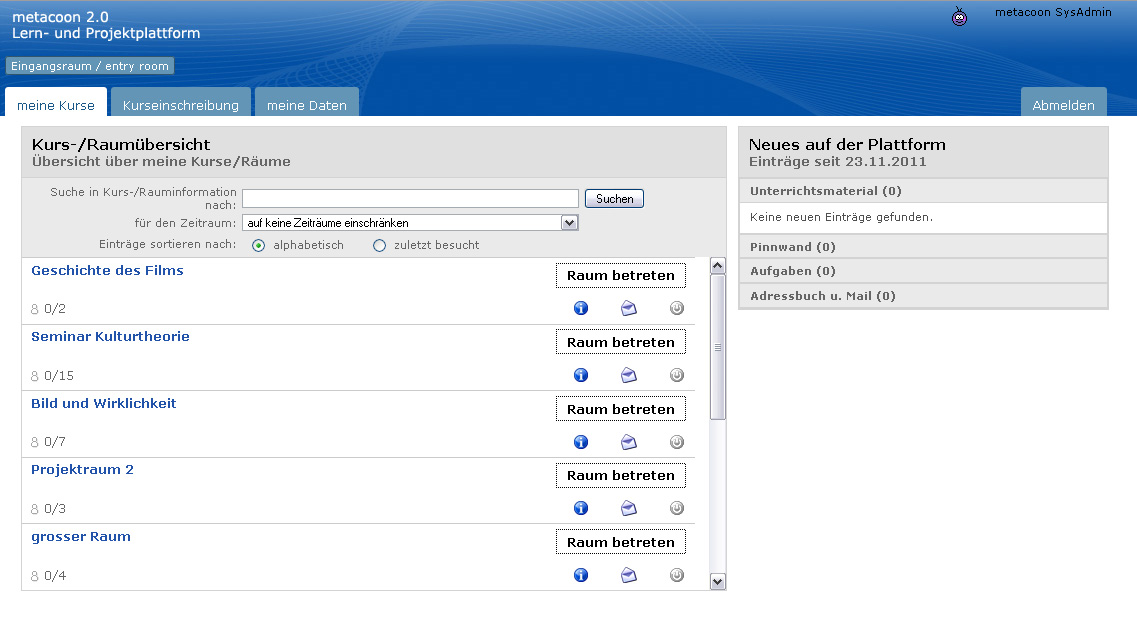
metacoon Eingangsraum mit Kursübersicht

metacoon nutzt eine Raum- / Haus-Metapher. Eine Plattform besteht aus:
1. einer externen Plattformwebseite, für
  - die Veröffentlichung von Informationen an nicht angemeldete Nutzer
  - Registrierung von neuen Nutzern
2. einem Eingangsraum mit
  - Raumübersicht - Registrierung
  - Autorenumgebung
  - Plattform-Verwaltungsumgebung
3. beliebig vielen virtuellen Lern- und Arbeitsräumen mit
  - einem Arbeits- und Lernbereich mit individuell für den Raumzweck zusammengestellten Werkzeugen
  - einem Raum-Verwaltungsbereich
  - einer externen Webseite des Raumes (an-/abschaltbar)
4. Autorenumgebung (offline-PC und online Werkzeuge) siehe unten Autorenumgebung

Das System ist anpassbar – es basiert auf einem Baukastenprinzip – jeder Lern-/Arbeitsraum kann individuell mit Lern-, Kommunikations-, Kooperations- und Autorenwerkzeugen ausgestattet werden (z. B. für eine individuelle Kursdidaktik).
Die Plattform stellt eine Reihe von standardisierten Raumtypen für Lernen und Arbeiten zur Verfügung:
Geführtes Lernen oder Arbeiten

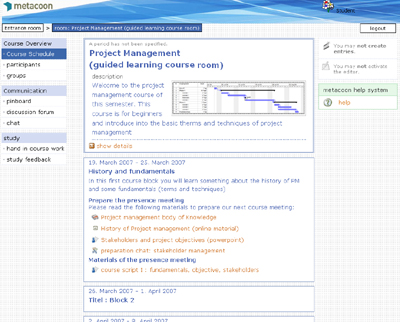
Beispiel für einen Lern-/Arbeitsraum

Hier werden Informationen und Dokumente in zeitliche oder thematische Blöcke eingeteilt. Innerhalb eines solchen Blocks werden Dokumente / Informationen in der gewünschten Abarbeitungsreihenfolge angeboten. Die Blöcke sind schachtelbar.
Selbstbestimmtes Lernen oder Arbeiten
Hier werden alle Informationen und Dokumente in Pools angeboten. Personen / Gruppen arbeiten selbstbestimmt und selbstorganisiert. Lehrende / Projektleiter moderieren den Lern- oder Arbeitsprozess.
Diskussionsorientiertes Lernen/Arbeiten
Hier steht das Diskussionsforum als zentrales Werkzeug im Mittelpunkt und wird daher beim Betreten des Raumes als erstes angezeigt. Ansonsten ist der Raum mit Informations- und Materialien-Pools ausgestattet (wie der Raumtyp „Selbstbestimmtes Lernen / Arbeiten“).

## Unterstützte Lernmaterialien
Auf der Lernplattform können beliebige Lernmaterialien eingestellt werden
- z. B. PDF-Dateien, Foliensätze, Office-Dokumente
- Medien: Bilder, Videos, Audio, Animationen, Audio, Simulationen
- Import von HTML-Kursmaterialien
- Import von Scorm-Kursen

Daneben können mit dem System selbst auch Lernmaterialien erstellt werden siehe unten Autorenumgebung:
- Nachschlagewerke (z. B. Glossar), Literaturlisten
- Hypertext-Materialien / XML-basierte Lernmaterialien
- Video-Folienpräsentationen und Audio-Folienpräsentationen
- Übungen und Tests (QTI – Standard)

## Funktionalität – Überblick

### Persönliche Funktionen
- Anzeige belegter Kurse / Räume
- Einschreibung in Kurse / Räume
- Verwaltung persönlicher Daten und des Profils (Passwort, Nutzerdaten, Adressinformationen, persönliche Visitenkarte / Homepage, Sprachwahl, …)
- Verwaltung persönlicher Bookmarks / Weblinks
- Erstellung und Verwaltung von Mitschriften (WYSIWYG-Online-Editor)
- Gesprächsnotizen/Protokolle (persönliche oder mit anderen Nutzern geteilte)
- Terminkalender
- Plattform-Mailbox / Messenger-System
- Bildergalerie
- persönlicher Dateimanager
- Adressbuch

### Lernmanagement
- Gestaltung von Kursabläufen mit Ablaufsteuerung
- Verwaltung von SCORM-Kursen
- Verwaltung beliebiger Lernmaterialien im Lernmaterial-Pool
- Lernstandsübersichten
- Lernstandsorientierte Freischaltung von Kursabschnitten
- Lernaufgaben, Abgabefunktion (privat od. öffentlich), Feedback-/Bewertungsfunktionen
- Informations- und Aufgabenverteilung an Lerngruppen oder einzelne Lernende

### Kooperatives Lernen / Arbeiten
- Bildung von Gruppen (mit oder ohne Einschreibefunktion)
- gruppenbasierte Rechte auf Werkzeuge (individuelle Lern-/Arbeitsumgebung je nach Aufgaben)
- gruppenbasierte Informations- und Dokumentenverteilung (Freigaben, Rechtesystem)
- kooperative Dateiverwaltung mit Check-In/-Out, Versionierung
- Bildergalerie
- Projektfunktion
- Kalender, Aufgaben
- Protokolle und Mitschriften
- kooperativ „Online Schreiben“ (ähnlich einem Wiki)
- kooperative Gestaltung der Raum-Webseite und der internen Raumübersicht
- Umfrage / Voting – Funktion

### Kommunikations-Funktionen
- Diskussionsforen
- Online-Chat (keine Installation auf PC notwendig)
- Messenger / Plattform-Mailbox
- Wer-ist-Online-Funktion mit Messenger
- Wer war wann online (freischalt-/sperrbar)

### Übungen und Tests
- Autorenwerkzeug für QTI-konforme Testfragebögen (metacoon unterstützt den QTI 2.1 Standard)
- Fragetypen: Multiple Choice, Single Choice, Lückentexttest, Anordnung, Sortierung, Hot-Spot (auf Bildteile zeigen)
- Konfiguration von Fragebögen (Zufallsreihenfolge von Fragen und Antwortoptionen, Wiederholung, Blättern, …)
- Einbindung von Fragebögen in Online-Kursmaterial
- Wer-ist-Online-Funktion mit Messenger
- Wer war wann online (freischalt-/sperrbar)

### Autorenumgebung
- Erstellung XML-basierter Lernmaterialien (Open Office mit metacoon Chameleon Plugin).
  - semantische Auszeichnung (Einleitung, Beispiel, Definition, …)
  - Tabellen, Listen und andere Strukturelemente
  - Integration Medien (Bilder, Videos, Animationen, Simulationen, Audio)
  - Integration von PDFs oder anderen eingefügten Dokumenten
  - Integration von Nachschlagewerken, Literaturdatenbank
  - vollständige Formel-Unterstützung (Eingabe mit OpenOffice-Editor, je nach Browserfähigkeiten als MathML oder Bild)
- Verlinkung zwischen Lerninhalten
  - Rendering von Kursmaterialien im Corporate Design des Anbieters (Stylesheets)
  - „gesehen“ und „verstanden“ – Funktion
  - Export: HTML, SCORM
  - Druck- / PDF-Downloadfunktion für Lernende
  - Metadaten-Unterstützung
- kooperative Erstellung von Nachschlagewerken und Literaturverzeichnissen
- Erstellung von Onlinevorträgen (Folien plus streaming Video/Audio)
- Erstellung von Übungen und Test IMS QTI
- ein zentrales Repository kann in einer Autorengemeinschaft zum Management der Lern- und Wissensinhalte genutzt und so konfiguriert werden, dass es als freie kooperativ gepflegte Wissensdatenbank nutzbar ist

### Verwaltung
- zentrale und dezentrale Verwaltung von Plattform / Räumen
- anpassbare Rollen, erweiterbar
- Rechtesystem erlaubt individuellen Zugriff auf
  - Werkzeuge
  - Inhalte, Kommunikationsaktivitäten, …
  - Rechte können je Raum und Gruppe festgelegt werden
  - Räume ohne Rechteverwaltung für Einsteiger
- Integration in IT-Infrastruktur
  - Anbindung an zentrale Authentifizierung (z. B. LDAP, NIS)
  - Schnittstellen zu Verwaltungssystemen für Nutzerdatenimport
  - Anbindung an Kursverwaltung
  - Anbindung an Portalsystem (Liferay Portal)